# Chi Lupi
Chi Lupi (χ Lup / χ Lupi) è una stella binaria nella costellazione del Lupo, di magnitudine apparente è +3,96 e distante 195 anni luce dal sistema solare. Al contrario di molte altre stelle della costellazione del Lupo, come ad esempio α Lupi e β Lupi, non fa parte dell'associazione stellare Scorpius-Centaurus, distante oltre il doppio rispetto a Chi Lupi e notevolmente più giovane rispetto ad essa.

## Caratteristiche fisiche
Chi Lupi è una binaria spettroscopica formata da due stelle separate tra loro da appena 0,25 UA, che ruotano attorno al comune centro di massa in 15,26 giorni. La principale è una stella subgigante blu di tipo spettrale B9IV, che ha una massa tripla rispetto al Sole, mentre la secondaria è una stella bianca di sequenza principale di classe A2V con una massa poco più che doppia rispetto al Sole.
Entrambe sono stelle peculiari per via dell'abbondanza di certi elementi nel loro spettro: la principale è una stella al mercurio-manganese, ricchissima, rispetto al Sole, di mercurio, oro e platino. La secondaria è invece una stella Am, una classe di stelle solitamente ricche di alcuni elementi come rame, zirconio, bario, europio e, allo stesso tempo, povera di altri elementi come ad esempio il calcio.

L'età del sistema è di circa 250 milioni di anni.